# فرودگاه هلیکوپتر پین
 فرودگاه هلیکوپتر پین (به انگلیسی: Pynn Heliport) یک فرودگاه خصوصی است . این فرودگاه در کشور ایالات متحده آمریکا قرار دارد و در ارتفاع ۱۲۱ متری از سطح دریا واقع شده است.